# Duncan, 8. Earl of Fife
Duncan, 8. Earl of Fife (auch Duncan III Macduff; nach anderer Zählung 7. Earl of Fife; schottisch-gälisch Donnchadh III) (* 1262; † 10. September 1289 bei Brechin) war ein schottischer Magnat.

## Herkunft und Jugend
Duncan entstammte dem schottischen Clan MacDuff. Er war ein Sohn von Colban, 7. Earl of Fife, beim frühen Tod seines Vaters um 1270 war er erst acht Jahre alt. Der junge Duncan wurde damit zum Erben des Titels Earl of Fife sowie der Besitzungen seines Vaters. Die Verwaltung von Fife vergab König Alexander III. an seinen gleichnamigen Sohn Alexander.

## Rolle im schottischen Thronfolgestreit
Erst nach dem frühen Tod seines Vormunds 1284 konnte Duncan selbst die Verwaltung seines Erbes übernehmen, zu dem neben dem Earldom Fife auch Herrschaften in Aberdeenshire, Perthshire und Banffshire sowie zahlreiche weitere Ländereien in Schottland gehörten. Nachdem Alexander III. im März 1286 gestorben war, ohne einen männlichen Erben zu hinterlassen, wurde Duncan von einer Versammlung der schottischen Magnaten im April 1286 in Scone zum jüngsten der sechs Guardians of Scotland gewählt. Dieses Amt erhielt der junge und politisch unerfahrene Duncan wohl vor allem aufgrund seines hohen Rangs, dazu vielleicht auch durch den Einfluss von Robert V de Brus, dessen Thronanspruch er unterstützte. Von 1286 bis 1287 hielt sich Duncan in England auf.

## Ermordung
Aus unbekannter Ursache wurde Duncan Anfang September 1289 von Sir Patrick Abernethy, nach anderen Angaben von Hugh Abernethy sowie von Sir Walter Percy in einem Hinterhalt bei Pitpollok in der Nähe von Brechin ermordet. Er wurde in Coupar Angus Abbey beigesetzt. Die Ermordung des wichtigsten schottischen Magnaten belegte die politische Instabilität, in der Schottland sich während des Interregnums befand. Durch Duncans Tod wurden auch mehrere Ämter vakant, die die verbliebenen Guardians untereinander aufteilten. Der Guardian William Fraser, Bischof von St Andrews, übernahm auch die Verwaltung von Duncans Besitzungen.
Die genauen Ursachen von Duncans Ermordung sind ungeklärt. Angeblich wurde er aufgrund seiner Grausamkeit und seiner Gier ermordet, doch eher wurde er ein Opfer der zunehmenden Unruhen, die durch den Thronstreit zwischen Robert de Brus und John Balliol ausgelöst wurden. Percy war vielleicht ein Vasall von Duncan, während Abernethy ein Nachfahre von Aedh mac Duff und damit entfernt mit Duncan verwandt war. Möglicherweise wurde Duncan wegen Streitigkeiten um Landbesitz ermordet, denn Abernethys Besitzungen grenzten an Duncans Besitzungen in Fife und Perthshire. Als Oberhaupt des Clan Macduff wollte Duncan seine Autorität auch gegenüber Abernethy durchsetzen. Da dieser wegen des Interregnums sich nicht an den König wenden konnte, versuchte er vielleicht, den Streit durch Gewalt zu lösen. Die übrigen Guardians duldeten diesen Mord jedoch nicht. Abernethy und Percy wurden verhaftet. Während Percy hingerichtet wurde, blieb Abernethy bis zu seinem Tod um 1292 in Haft, auch wenn er nie verurteilt und seine Besitzungen nicht beschlagnahmt wurden.

## Ehe und Nachkommen
Duncan hatte zwischen 1285 und Januar 1287 Joan, eine Tochter des englischen Magnaten Gilbert de Clare, 6. Earl of Gloucester aus dessen ersten Ehe mit Alice de Lusignan geheiratet. Die Ehe Duncans mit einer Tochter des führenden englischen Magnaten wurde wohl vom englischen König Eduard I. mit gefördert, der versuchte, die Beziehungen zwischen dem englischen und schottischen Adel durch Ehen zu stärken. Seine Braut brachte als Mitgift zwei Güter in England mit in die Ehe, doch durch den Heiratsvertrag, den ihr Vater bei seiner zweiten Heirat 1290 mit einer englischen Prinzessin schließen musste, wurde sie enterbt. Joan brachte nach Duncans Tod einen postumen Sohn, Duncan IV zur Welt, der sein Erbe wurde. Die Verwaltung von Fife übernahm für den minderjährigen Erben Bischof William Fraser von St Andrews.